# ريتشارد غرين (ممثل)
ريتشارد غرين (بالإنجليزية: Richard Green)‏ هو مغن ومؤلف وموسيقي وكاتب سيناريو ومخرج وممثل أمريكي، ولد في 23 فبراير 1953.

## أعمال

### أفلام
- (2001) طريق مولهولاند[1][2]

## وصلات خارجية
- ريتشارد غرين على موقع IMDb (الإنجليزية)
- ريتشارد غرين على موقع ألو سيني (الفرنسية)
- ريتشارد غرين على موقع أول موفي (الإنجليزية)
- ريتشارد غرين على موقع قاعدة بيانات الفيلم (الإنجليزية)
- ريتشارد غرين على موقع كينوبويسك (الروسية)